# Сергеев, Александр Андреевич
Александр Андреевич Сергеев (род. 27 февраля 1994 года) — российский гребец-байдарочник, чемпион Европейских игр 2019 года.

## Карьера
Занятия греблей начал ещё в детстве, чему способствовали родители-тренеры.
К 18-ти годам Александр имел звание мастера спорта международного класса и медали мировых и европейских первенств среди юниоров. А в 2013-м году спортсмен выиграл золото в спринте на байдарках-четверках на Универсиаде в Казани.
На чемпионате мира 2014 года в составе экипажа-байдарки четверки вместе с партнерами Николаем Червовым, Алексеем Востриковым и Максимом Спесивцевым на дистанции 1000 метров среди мужчин до 23 лет.
Серебряный призёр Европейских игр 2015 года.
На чемпионате Европы 2016 года в составе экипажа-байдарки четверки вместе с партнерами Владиславом Блинцовым, Олегом Синявиным и Максимом Спесивцевым на дистанции 1000 метров среди мужчин до 23 лет, Завоевали золото.